# Bryobia rhodesiana
Bryobia rhodesiana är en spindeldjursart som beskrevs av Meyer 1974. Bryobia rhodesiana ingår i släktet Bryobia och familjen Tetranychidae. Inga underarter finns listade.